# La Fiesta de Santa Barbara
La Fiesta de Santa Barbara (dt.: „Das Fest von Santa Barbara“) ist ein von MGM produzierter US-amerikanischer Kurzfilm aus dem Jahr 1935, in dem eine Reihe von Hollywood-Stars einen Gastauftritt hat.

## Handlung
Im kalifornischen Santa Barbara wird wie jedes Jahr ein großes Fest in Gedenken an die spanische Besiedlungszeit gefeiert. Die Männer reiten auf Pferden durch die Straßen und die Frauen tanzen zu lateinamerikanischen Rhythmen. Aus einem Wagen steigen mehrere Starlets der 1930er Jahre in typischen Western-Outfits, darunter auch Ida Lupino. Die Schauspieler Edmund Lowe, Gilbert Roland und Robert Taylor sitzen an Tischen und schauen ihnen vergnügt dabei zu. Auch Harpo Marx ist anwesend und nimmt einen tiefen Schluck aus einer Flasche.
Andy Devine tritt als Stierkämpfer auf und wird als „größter Matador der Welt“ bezeichnet. Eine kleine Musikkapelle beginnt zu spielen und eine Gruppe von Frauen tanzt dazu. Devine trifft daraufhin auf Buster Keaton, der sich als Stierhändler ausgibt. Unterdessen singt Joe Morrison ein Lied und alle hören ihm andächtig zu. Buster Keaton besteht schließlich darauf, dass Devine gegen einen seiner Stiere kämpft. Durch ein Tor kommen zwei Männer, die als Stier mit schwarzweiß geflecktem Kopf verkleidet sind. Der Kampf beginnt und wird wie beim Boxen in Runden eingeteilt. Gary Cooper sitzt im Publikum und zündet sich derweil seine Pfeife an.
Nach einem kleinen Geplänkel zwischen Ted Healy und einem begriffsstutzigen Mann, kommt Leo Carrillo dahergeritten und schießt mit seiner Pistole wild in die Luft. Einem Mann schießt er ein Glas aus der Hand, worauf dieser vor Schreck in einen Brunnen fällt. Judy Garland singt nun mit ihren Schwestern Mary Jane und Virginia Gumm das Lied La Cucaracha, und Steffi Duna beginnt, dazu zu tanzen. Als ein Mann im Publikum ausgerechnet während des Liedes auf eine Kakerlake tritt, ist die Stimmung kurzzeitig getrübt. Eine weitere Gruppe von Frauen tanzt anschließend Flamenco und die Ballerina Maria Gambarelli tanzt nebenher auf einem Tisch. Der Stier liegt schließlich am Boden und wird von Buster Keaton ausgezählt. Devine geht als Sieger des Kampfs hervor und das Fest ist erneut in vollem Gange.

## Hintergrund
Gedreht wurde in Technicolor vor Ort in Santa Barbara. La Fiesta de Santa Barbara wurde am 7. Dezember 1935 in den Vereinigten Staaten uraufgeführt.

## Auszeichnungen
Bei der Oscarverleihung 1937 war La Fiesta de Santa Barbara in der Kategorie Bester Kurzfilm/Farbe für den Oscar nominiert, konnte sich jedoch nicht gegen Warner Brothers’ Give Me Liberty durchsetzen.